# Arnaud Prétot
Arnaud Prétot, nacido en Besançon el 16 de agosto de 1971, es un ciclista profesional francés que fue profesional desde el año 1995 al 2002.

## Palmarés
1995
- 1 etapa del Tour de Poitou-Charentes

1996
- 1 etapa del Tour de Poitou-Charentes

2001
- 3º en el Campeonato de Francia en Ruta

## Resultados en Grandes Vueltas y Campeonato del Mundo
Durante su carrera deportiva ha conseguido los siguientes puestos en las Grandes Vueltas y en los Campeonatos del Mundo en carretera:
| Carrera         | 1995 | 1996 | 1997 | 1998 | 1999 | 2000 | 2001 | 2002 |
| --------------- | ---- | ---- | ---- | ---- | ---- | ---- | ---- | ---- |
| Giro de Italia  | -    | -    | -    | -    | -    | -    | -    | -    |
| Tour de Francia | -    | -    | 105° | -    | -    | -    | Ab.  | -    |
| Vuelta a España | 81.º | -    | -    | -    | -    | -    | -    | -    |
| Mundial en Ruta | -    | -    | -    | -    | -    | -    | -    | -    |

-: no participa